# Sfruttamento della prostituzione

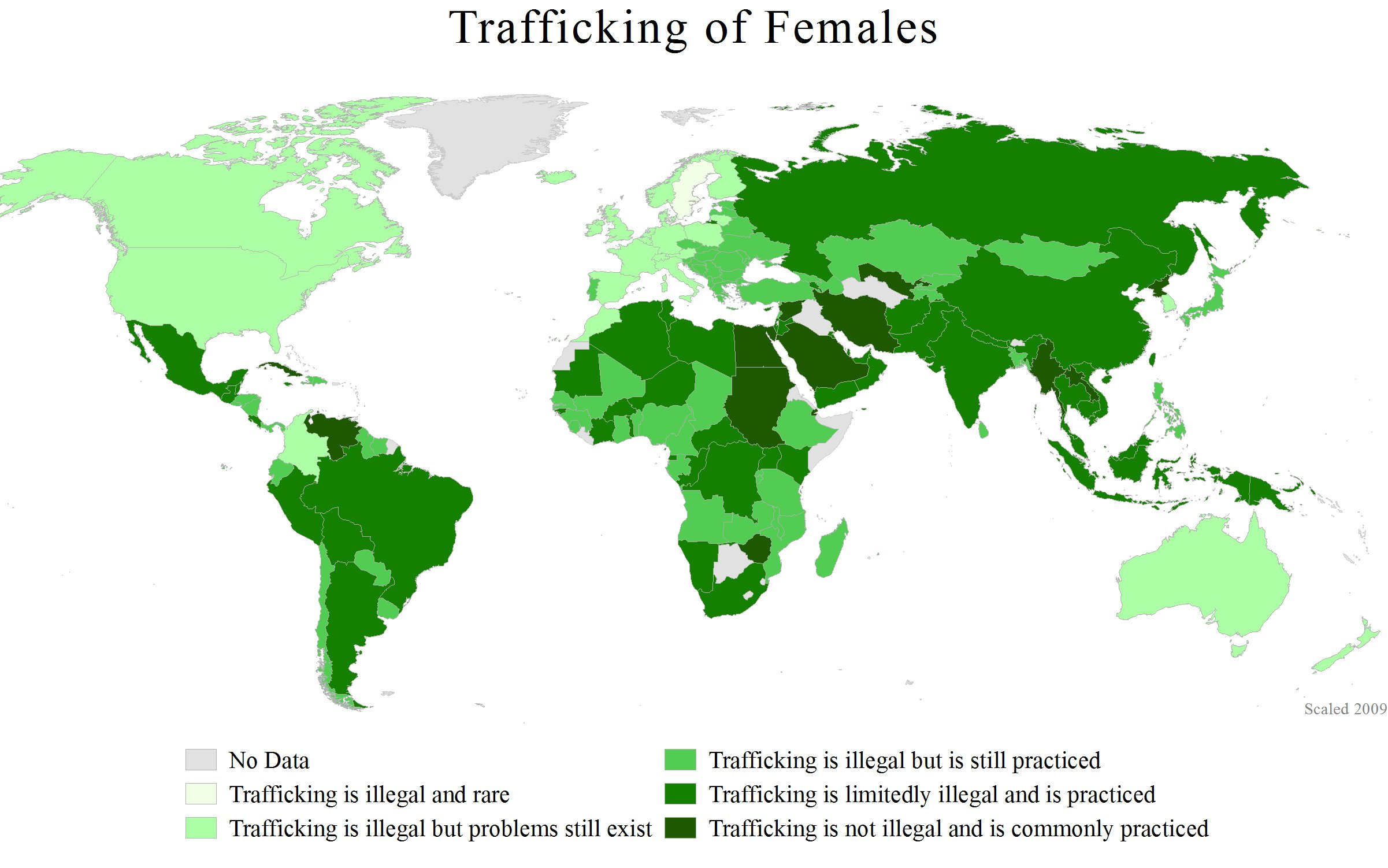
Una mappa mondiale che illustra la situazione legislativa nei diversi paesi sullo sfruttamento della prostituzione

Lo sfruttamento della prostituzione o lenocinio è l'attività di colui che a qualsiasi titolo tragga vantaggio economico dal meretricio di altre persone esercitando appunto il prossenetismo.
Spesso l'attività consiste nel guadagnare attraverso gruppi di persone, solitamente donne, costrette a fornire prestazioni sessuali sotto minaccia, coercizione fisica e psicologica e usura.
Nella maggior parte dei Paesi del mondo lo sfruttamento della prostituzione è illegale (vedi mappa a fianco), ma in molti di questi è comunque praticato.

Prostituzione e sfruttamento: l'arresto di un maresciallo dei carabinieri che rapinava le prostitute di colore minacciando di ritirare i loro permessi di soggiorno - La Stampa, 8 maggio 1996

## Terminologia
Allo stato attuale non esiste una definizione universalmente riconosciuta per questo problema, specialmente quando l'elemento coercitivo è rimosso dalla definizione di favoreggiamento. Per esempio nel Regno Unito il Sexual Offences Act 2003 ha incluso la tratta a sfondo sessuale ma non a quelli che commettono reati con l'uso della forza, così da far rientrare qualsiasi persona che varca i confini del Regno come se avesse espresso il suo consenso.

L'organizzazione internazionale Save the Children ha dichiarato: 
(Save the Children)

## Storia
La figura dello sfruttatore probabilmente è apparsa al mondo quando la società ha deciso di organizzarsi. Nel 430 a.C. (circa) Aspasia di Mileto, seconda moglie di Pericle, venne accusata di lenocinio, probabilmente da Tucidide figlio di Melesia, nel tentativo di attaccare la potente figura dello stratego ateniese.
In Inghilterra nel 1607 il problema apparve per la prima volta nell'opera di Thomas Middleton intitolata Your Five Gallants, seguito dal libro di Massinger The Bashful Lover nel 1636. Nel diciottesimo e nel diciannovesimo secolo il termine era comunemente usato in riferimento a un problema esclusivamente di costumi. In America lenoni famosi sono stati Fillmore Slim, Iceberg Slim, Don "Magic" Juan, Slickback.

## Criminosintesi
Lo sfruttamento è solitamente sotteso alla volontà di ottenere un beneficio di tipo economico. A tal proposito il lenone può ricorrere a una bottom girl che sfrutta come segretaria, con compiti di gestione degli appuntamenti e di riscossione del denaro. In questo senso è possibile intravedere l'esistenza di una gerarchia all'interno dell'ambiente malavitoso: i lenoni più giovani e con poca esperienza sono anche chiamati "lenopcorn", i lenoni che stanno scalando le posizioni organizzative ma che non sono ancora giunti in cima sono chiamati "lenoni di Giona" mentre, infine, coloro che sono nel giro e hanno acquistano una posizione consolidata sono anche detti "lenoni di gala". Una parte consistente del business consiste nell'ottenere e preservare il giro di prostitute. Perdere anche solo una di queste, è un grave danno per il lenone. Il tentativo, invece, di sottrarre prostitute a un altro lenone si chiama "pela lenone", mentre le prostitute che mutano da un lenone all'altro sono chiamate Choosey Susie.
Un'ampia percentuale di lenoni americani sono inseriti in organizzazioni criminali che procurano seri problemi alla polizia locale negli Stati dove la prostituzione è un problema significativo. Il traffico di sostanze illecite, inoltre, è più redditizio per i lenoni in quanto permette alle organizzazioni di estendere il giro di affari in altri settori della criminalità. Tali organizzazioni abbisognano di denaro per sopravvivere e ciò equivale a ottenere prestigio e rispetto ma, mentre per un'organizzazione può essere vantaggioso trafficare in droga, per un individuo diventa più difficile a causa del fatto che si espone maggiormente rispetto ai vertici organizzativi. Non mancano casi, comunque, di presenza di entrambe le situazioni di modo che il lenone sia assunto come colui che riscuote il denaro mentre le prostitute sono esposte alla comune criminalizzazione.
Il lenone, d'altronde, può contare su una serie di benefici grazie alla possibilità di reclutare nuovi adepti da subordinare alla propria autorità oltre al godimento dei beni di lusso messi a disposizione dall'organizzazione come, per esempio, limousine, abiti alla moda e, soprattutto, armi. Molte unità di polizia cercano di accertare se la prostituta lavora per un lenone in modo da ottenere informazioni sui livelli superiori dell'organizzazione.

### Deontologia criminale
Il giro di affari dello sfruttamento della prostituzione ha un proprio "codice d'onore" per evitare che i lenoni possano tradire l'organizzazione. In alcuni casi, questi assumono degli agenti apposta per controllare l'adesione delle prostitute ai principi del codice. Una delle punizioni escogitate da questi agenti è il "cofano" che consiste nel rinchiudere la prostituta ribelle nel cofano posteriore di un'automobile. Sebbene, in teoria una prostituta potrebbe decidere di passare ad altro lenone, questo tentativo spesso è inibito con la minaccia. In alcuni casi, si può essere punite anche solo per pubblicizzare o favorire un'altra concorrente, cosiddetta "strizzata d'occhio". Non di rado capita che a subirne le medesime conseguenze, invece della prostituta, sia il cliente debitore.

### La spersonalizzazione
Molti lenoni ricorrono al tatuaggio delle proprie prostitute come se fossero di propria proprietà e per distinguerle da quelle degli altri. Il soggetto del tatuaggio può consistere nel nome del luogo presso il quale le ragazze attirano i clienti, per esempio una via o una strada, o qualche altro idioma.

### La disintermediazione
Da quando Internet ha assunto posizioni più accessibili, è diventato il luogo ideale dove adescare clienti e dove prenotare gli appuntamenti. Ricorrono sempre più a questo strumento mediatico sia le prostitute per favorire gli incontri, sia i lenoni per reclutare il personale.
Comunque l'uso di Internet ai fini dello sfruttamento è il risultato della "disintermediazione" della prostituzione, intendendo la possibilità da parte delle persone di trovare autonomamente i clienti relegando, allo stesso tempo, il lenone ad un ruolo marginale. Nel 2011 il magazine Wired ha pubblicato una notizia secondo la quale almeno undici lenoni sono stati disoccupati per quattro anni a Manhattan.

## Criminogenesi
Il principale motivo per una donna di accettare un'offerta da un trafficante è per cogliere le opportunità offerte per sé e per la propria famiglia. In molti casi i trafficanti inizialmente offrono un lavoro normale o promettono un'opportunità per raggiungere un buon livello d'istruzione. Le promesse che più frequentemente sono offerte sono sia di tipo positivo, per esempio il servizio presso alberghi o ristoranti, sfilate di moda, offerte di matrimonio, sia di tipo negativo, per esempio minacce, intimidazioni e sottrazione di minorenne. Molte donne diventano vittime della tratta, altre interpretano la propria condizione come un'opportunità per ottenere guadagni illeciti sebbene non abbiano un punto di vista accurato sulle circostanze e sulle condizioni di lavoro nel paese di destinazione.

### Prostituzione volontaria, sfruttamento e tratta
La linea di demarcazione tra prostituzione forzata e volontaria è molto labile, ed è vista da molti come una pratica abusiva nonché una violenza stessa contro le donne. In alcuni paesi, come per esempio quelli scandinavi, sono perseguiti i clienti ma non le prostitute. La tratta a sfondo sessuale implica l'induzione di migranti in atti sessuali come condizione stretta e necessaria per effettuare il viaggio, sfruttando la situazione di estrema fragilità della persona lontana dal proprio paese mediante coercizione, minaccia e l'usura intervenuta mediante i debiti. Donne e bambini vittime di tratta, di conseguenza, sono spesso vittime di inganni e false promesse su eventuali contratti di lavoro in servizi domiciliari o industriali mentre, invece, sono indotti a prostituirsi in locali di malaffare con la requisizione dei loro documenti di identificazione. Possono subire violenze o deprivazioni sotto false promesse di liberazione solo dopo aver pagato un prezzo più o meno alto così come per il visto e per il viaggio.

### La coppia penale
Il lenone è l'agente delle prostitute che ne sottrae una parte dei guadagni; può ricevere il denaro come retribuzione per i servizi offerti come, per esempio mediazione con i clienti, sicurezza personale e provvedere (in alcuni casi monopolizzare) a un riparo dove ricevere la clientela. Se il lenone è una donna, si usa il termine di "matrona". Come la prostituzione volontaria, la liceità di certe attività variano da paese a paese ma, sostanzialmente, il tipo di condotta è la medesima con la possibilità da parte del lenone di ricorrere alla violenza nei casi di mancato pagamento della propria quota, denuncia alla polizia od ogni altro tentativo di sfuggire allo sfruttamento. Nei paesi dove la prostituzione è proibita, le vittime hanno minori chance di denunciare la propria condizione di schiavitù per timore di essere a loro volta arrestate e sono più motivate a chiedere la "protezione" di qualche lenone.
La relazione lenone-prostituta può essere abusiva o possessiva, con il lenone/matrona che ricorre all'intimidazione, alla manipolazione, inedia, stupro, maltrattamenti, minacce alla vittima o alla sua famiglia, inducendo all'assunzione di droghe e biasimandole per tali atti I protettori possono essere arrestati con l'accusa di sfruttamento della prostituzione e sono legalmente considerati come procacciatori.

## Difesa sociale

### In Italia
In Italia la materia è regolata dalla legge 20 febbraio 1958, n. 75 (cosiddetta "legge Merlin", che ha sostituito i precedenti articoli da 531 a 536 del codice penale) e dalla legge 3 agosto 1998, n. 269. Recentemente alcuni servizi municipali si sono dotati di speciali unità motorizzate con il compito di offrire assistenza alle prostitute. Nel 2004, per esempio, in Provincia di Caserta è stato avviato il progetto "Gladiolo", con l'intenzione di promuovere il rispetto e la tolleranza civile tra cittadini italiani e immigrati fornendo un aiuto a coloro che sono plagiate, sfruttate o costrette in schiavitù.

### In Inghilterra
Le vittime da tratta sono anche esposte a diversi problemi psicologici come alienazione, stigmatizzazione, emarginazione e intolleranza che rendono ostica l'integrazione sociale nella comunità locale. Il governo offre una modesta assistenza sociale alle vittime da tratta fino al loro ritorno. Se queste poi sono coinvolte nel traffico di droga, subiscono le conseguenze penali derivanti da tali reati.
I Principi di Yogyakarta, documento sui diritti umani per l'orientamento sessuale dichiara:
(Yogyakarta Principles)

## Prospettive sulla lotta allo sfruttamento della prostituzione
La criminalità in questo settore si sta evolvendo in modalità impressionante. Nel lessico anglosassone, per esempio, è stato coniato il termine loverboy per indicare una persona che seduce un'altra al solo scopo di indurla alla prostituzione e si è stimato ci siano 1.500 vittime l'anno.
Anche i loverboy come i lenoni ricorrono alla violenza e alla minaccia per raggiungere i propri scopi. A causa del contesto sentimentale in cui avviene il rapporto, molti "loverboys" arrestati subiscono condanne minori rispetto ai loro colleghi, ecco perché molte municipalità si stanno attivando per preparare del personale specializzato nel rilevare le potenziali vittime.

## Videografia
- American Pimp, 1999 un documentario girato dagli Hughes Brothers che mostra una serie di interviste con persone coinvolte nello sfruttamento della prostituzione.